# Кеплер-20
Кеплер-20 — це зоря, яка знаходиться на відстані приблизно 934 світлові роки (286 парсеків) від Землі в сузір'ї Ліри, з системою щонайменше п'яти, а можливо і шести відомих планет. Точна видима зоряна величина цієї зірки становить 12,51, тому її неможливо побачити неозброєним оком. Для її спостереження потрібен телескоп з апертурою 15 см (6 дюйм) або більше. Зоря є трохи меншою за Сонце, маючи радіус величиною 94 % від радіуса Сонця та масу близько 91 % від маси Сонця. Ефективна температура фотосфери є трохи нижчою, ніж у Сонця, і становить 5466 K, що надає їй характерного жовтого відтінку зоряного класу G8. Надлишок елементів, окрім водню чи гелію, яку астрономи називають металічністю, приблизно така ж, як і на Сонці. Можливо, зоря є старшою за Сонце, хоча похибка тут відносно велика.

## Планетарна система

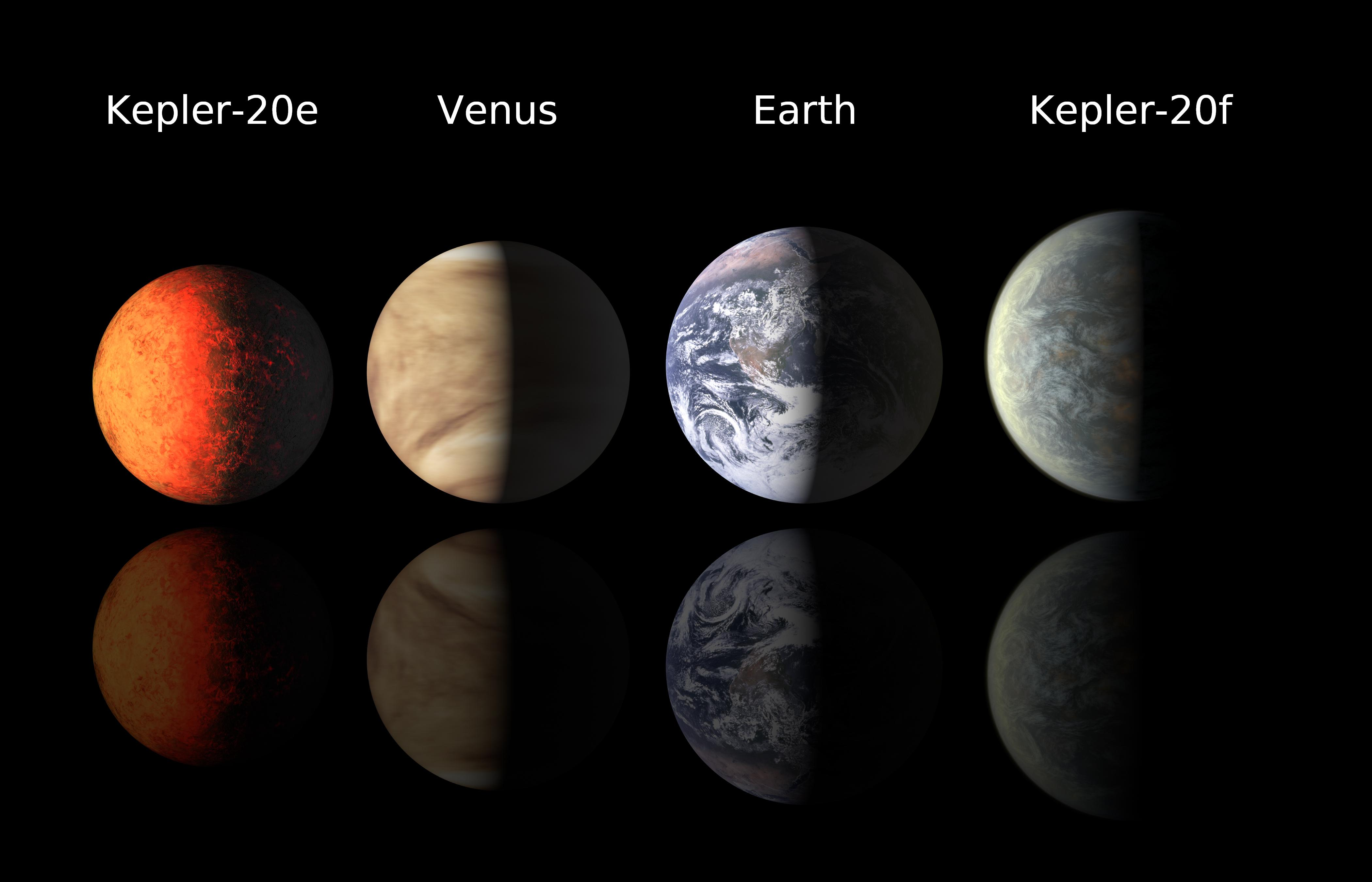
Порівняння розмірів Kepler-20e та Kepler-20f (зображення художника) з Венерою та Землею (фактичні фотографії)

20 грудня 2011 року команда космічного телескопа «Кеплер» повідомила про відкриття системи з п'яти планет, яка містить трьох малих газових гігантів та перші дві екзопланети розміром із Землю: Kepler-20e (перша відома екзопланета менша за Землю, що обертається навколо зорі головної послідовності) та Kepler-20f, що обертається навколо зорі, подібної до Сонця. Хоча планети мають розмір Землі, вони не схожі на Землю в контексті відстані до своєї зорі: вони є набагато ближчими до своєї зорі, ніж Земля, і тому не знаходяться поблизу зони життя з очікуваною температурою поверхні 760 °C (1 400 °F) та 427 °C (801 °F) відповідно. Три інші планети розміром з Нептун у системі: Kepler-20b, Kepler-20c та Kepler-20d, обертаються так само (подібно) близько до зорі.
Відомі лише верхні межі мас e та f. Їхні маси невизначені, оскільки вони занадто малі, щоб їх можна було виявити за допомогою радіальної швидкості за допомогою сучасних технологій. Станом на  2023 Відомо, що Kepler-20e є менш масивним за Землю.
Дослідження датовані 2016 роком виявили шосту планету в системі на основі спостережень радіальної швидкості. Вони виявили, що Kepler-20g може бути нетранзитним нептуновим світом. Однак існування цієї планети поставили під сумнів у 2019 році, а про її невиявлення повідомили у 2023 році. В іншому дослідженні 2023 року цю планету згадано попри те, що використані дані ідентичні дослідженням 2016 року. Винятком стало додавання однієї точки даних; суперечка не була надалі розглянута:24.

Усі планети перебувають у малих орбітальних резонансах; рухаючись назовні, вони мають співвідношення 3:2, 4:2, 2:1, 4:1. Планетарні орбіти в сучасному вигляді є дуже чутливими до збурень, спричинених зовнішніми планетами, тому, припускаючи стабільність, жодні додаткові планети-газові гіганти не можуть бути розташовані ближче ніж 30 а.о. від материнської зорі.
| Планета (по порядку віддалення від зорі) | Маса                 | Радіус                | Велика піввісь (а.о.) | Орбітальний період (діб) | Нахил орбіти (°)   | Ексцентриситет орбіти | Кіл-ть супутників |
| ---------------------------------------- | -------------------- | --------------------- | --------------------- | ------------------------ | ------------------ | --------------------- | ----------------- |
| b                                        | 9.7±1.3 M⊕           | 1.773+0.053 −0.030 R⊕ | 0.04565±0.00089       | 3.6961049(16)            | 87.36+0.22 −1.6    | <0.083                | ?                 |
| e                                        | <0.76 M⊕             | 0.821±0.022 R⊕        | 0.0637±0.0012         | 6.0984882(99)            | 87.63+1.1 −0.13    | <0.092                | ?                 |
| c                                        | 11.1±2.1 M⊕          | 2.894+0.036 −0.033 R⊕ | 0.0936±0.0018         | 10.8540774(21)           | 89.815+0.036 −0.63 | <0.076                | ?                 |
| f                                        | <1.4 M⊕              | 0.952+0.047 −0.087 R⊕ | 0.1387±0.0027         | 19.578328(48)            | 88.788+0.43 −0.072 | <0.094                | ?                 |
| g (спірний)                              | ≥19.96+3.08 −3.61 M⊕ | 0.2055+0.0022 −0.0021 | 34.940+0.038 −0.035   | ≤0.16                    | —                  | —                     |                   |
| d                                        | 13.4+3.7 −3.6 M⊕     | 2.606+0.053 −0.039 R⊕ | 0.3474±0.0067         | 77.611455(96)            | 89.708+0.17 −0.053 | <0.082                | ?                 |